# Сангреј (Монтана)
Сангреј (енгл. Sangrey) насељено је место без административног статуса у америчкој савезној држави Монтана.

## Демографија
По попису из 2010. године број становника је 306, што је 43 (16,3%) становника више него 2000. године.
| Група             | 2000.    | 2010.     |
| Белци             | 1 (0,4%) | 5 (1,6%)  |
| Афроамериканци    | 0 (0,0%) | 0 (0,0%)  |
| Азијати           | 1 (0,4%) | 0 (0,0%)  |
| Хиспаноамериканци | 6 (2,3%) | 11 (3,6%) |
| Укупно            | 263      | 306       |